# Anna Genowefa de Bourbon-Condé
Anna Genowefa de Bourbon (ur. 28 sierpnia 1619, zm. 5 kwietnia 1679) – księżniczka Condé i Enghien, córka Henryka, księcia Condé i jego żony, Charlotty Małgorzaty de Montmorency. Była znana ze swojej urody i wpływu jaki wywarła na Frondę.

## Życiorys
Anna Genowefa była jedyną córką Henryka, księcia Condé, i jego żony Charlotty Małgorzaty de Montmorency, oraz siostrą wielkiego dowódcy Wielkiego Kondeusza, kolejnego księcia Condé i Armanda, księcia Conti. Anna Genowefa urodziła się w więzieniu na zamku Vincennes, gdzie zamknięto jej ojca i matkę za spiskowanie przeciwko niemal wszechwładnemu Marszałkowi d'Ancre, faworytowi królowej Marii Medycejskiej, która była regentką na czas małoletności swojego syna Ludwika XIII.
Została wykształcona przez siostry karmelitanki w klasztorze znajdującym się przy Rue Saint-Jacques w Paryżu. Wczesna młodość Kondeuszki została zakłócona przez egzekucję jej wuja Henryka Montmorency, jedynego brata jej matki, skazanego na śmierć za próbę obalenia wszechmocnego kardynała Richelieu w 1632 roku i śmierć w pojedynku kuzyna jaj matki, Franciszka Montmorency-Boutteville w 1635 roku. Jednakże jeszcze w tym samym roku jej rodzice zostali uwolnieni z więzienia po zaprzysiężeniu posłuszeństwa kardynałowi i zostali ponownie zaproszeni na dwór w 1635. Wkrótce Anna Genowefa stała się jedną ze stałych bywalczyń Hôtel de Rambouillet, który w tym czasie był jednym z miejsc, które w tamtych czasach było centrum utajonej opozycji przeciwko kardynałowi.
W 1642 roku wyszła za mąż za jednego z najbogatszych francuskich arystokratów i dwukrotnie od niej starszego Henryka Orleańskiego, księcia Longueville, pełniącego wówczas urząd gubernatora Normandii oraz wdowca po zmarłej w 1637 roku Ludwiki Bourbon. Małżeństwo nie było zbyt udane i wkrótce oboje nawiązali romanse. Po śmierci Richelieu, ojciec Anny Genowefy został (z racji swojego pochodzenia) przywódcą Rady Regencyjnej powołanej na czas małoletności Ludwika XIV, jej brat Ludwik odniósł wspaniałe zwycięstwo w bitwie pod Rocroi w 1643 roku, a sama księżna stała się osobą znaczącą w polityce. W 1646 roku towarzyszyła swojemu mężowi do Münsteru, gdzie został wysłany jako poseł przez kardynała Mazariniego. Właśnie tam Anna Genowefa przeżyła krótkotrwały romans z niemieckim dyplomatą.
Po powrocie zakochała się w księciu de La Rochefoucauld, autorze słynnych Maksym, który wykorzystywał jej miłość do zwiększenia swojej miłości nad jej bratem. Właśnie Anna Genowefa była dobrym duchem pierwszej Frondy i to ona przekonała swojego męża i brata Armanda de Bourbon-Conti do przyłączenia się do buntu, jednak nie udało jej się namówić do tego swojego starszego brata Kondeusza Wielkiego, który lojalnie stał po stronie regentki Anny Austriaczki, młodego króla Ludwika XIV i kardynała Jules'a Mazarina. W czasie pierwszej Frondy mieszkała w Hôtel de Ville i w trakcie kluczowego momentu zdobywania stolicy przez buntowników,  w gmachu magistratu miejskiego urodziło się jej ostatnie dziecko – Charles-Paris d’Orléans-Longueville. Mianując stolicę rodzicem chrzestnym syna, zdobyła poparcie dla swojej sprawy. Jako że pokój jej nie usatysfakcjonował, mimo że zarówno ona, jak i de La Rochefoucauld otrzymali to, czego żądali, to wkrótce po uroczystym podpisaniu traktatu pomiędzy królem a szlachtą, Anna Genowefa raz jeszcze wszczęła bunt, który przeszedł do historii jako druga Fronda, bądź Fronda Książąt, w której to odegrała bardziej prominentną rolę niż w poprzednim spisku - tym razem udało jej się włączyć do buntu Wielkiego Kondeusza i Tureniusza. W czasie ostatniego roku wojny nawiązała romans z młodym i niezwykle przystojnym księciem Nemours, w następstwie powrotu de La Rochefoucaulda do jego poprzedniej kochanki i zaprzysiężonej nieprzyjaciółki Kondeuszki, księżnej Chevreuse.
Za wszczęcie kolejnego buntu przeciwko królowi, Anna Genowefa popadła w niełaskę i została wygnana ze dworu. Wkrótce księżna zaczęła bardzo interesować się sprawami religii i po przeczytaniu kazań Korneliusza Jansena, biskupa Ypres księżna została jansenistką, co jeszcze bardziej pogorszyło jej stosunki z dworem.
Wkrótce jej zdrowie zaczęło podupadać i wstąpiła do zakonu karmelitanek w Paryżu, gdzie się wychowywała. Po śmierci w 1679 została pochowana przez brata z wielkim przepychem.

## Potomstwo
Ze związku małżeńskiego z Henrykiem Orleańskim, księciem Longueville (1595-1663) miała czworo dzieci:
- Charlotta Ludwika, znana również jako Mademoiselle de Dunois (1645-1664),
- Jan Ludwik, książę Longueville (1646-1694),
- Maria Gabriella (1646-1650),
- Karol Parys, kolejny książę Longueville i kandydat do polskiej korony (1649-1672).